# MikroTik
Mikrotikls (letonski: Mikrotīkls), takođe poznat kao Mikrotik, je letonski proizvođač mrežne opreme. Bavi se proizvodnjom i prodajom opreme za bežične mreže i softvera RouterOS™.
Kompanija je osnovana 1995. sa namerom da uđe na tržište opreme za bežične mreže. Tokom 2005. godine, kompanija je brojala 50 zaposlenih. Glavni proizvod RouterOS omogućava da se bilo koji PC pretvori u ruter sa mnogo mogućnosti kao sto su firewall, VPN Server i klijent, kontrola protoka, bežična pristupna tačka i druge često korišćene opcije oko rutiranja.
RouterOS, u kombinaciji sa njihovim proizvodom poznatim kao RouterBOARD, je postao veoma popularan među provajderima bežičnog interneta koji svoje pristupne tačke imaju na nepristupačnim mestima kao sto su silosi i visoke zgrade.

## Spoljašnje veze
- Zvaničan sajt kompanije
- Uputstva za podešavanje i korišćenje Mikrotik rutera (srpski jezik) na sajtu nekomercijalne mreže wireless.uzice.net
- Forum o Mikrotik OS u okviru wireless.uzice.net (srpski jezik) Архивирано на веб-сајту  (9. фебруар 2009)